# Mary Mills Patrick
Mary Mills Patrick, född 1850, död 1940, var en amerikansk missionär och lärare. 
Hon var verksam på en missionsskola i Osmanska riket 1871. Hon blev 1875 lärare vid American College for Girls in Istanbul, en skola som två år tidigare grundats av Woman's Board of the American Board of Commissioners for Foreign Missions (ABCFM). Hon blev biträdande rektor 1883, och rektor 1889; 1890 blev skolan ett gymnasium. Vid denna tid fanns få skolor för flickor i Osmanska riket. Hon mottog Third Order of Shefakat 1914. Hon avslutade sin karriär 1924. 